# City of Joondalup
Joondalup är en region i Australien. Den ligger i delstaten Western Australia, omkring 21 kilometer nordväst om delstatshuvudstaden Perth. Antalet invånare är 167 623.
Följande samhällen finns i Joondalup:
- Hillarys
- Woodvale
- Joondalup
- Padbury
- Ocean Reef
- Kinross
- Heathridge
- Currambine
- Mullaloo
- Kallaroo
- Beldon
- Iluka

Runt Joondalup är det i huvudsak tätbebyggt. Runt Joondalup är det mycket tätbefolkat, med 1 463 invånare per kvadratkilometer. Genomsnittlig årsnederbörd är 820 millimeter. Den regnigaste månaden är juli, med i genomsnitt 142 mm nederbörd, och den torraste är januari, med 11 mm nederbörd.